# 1932年8月31日の日食

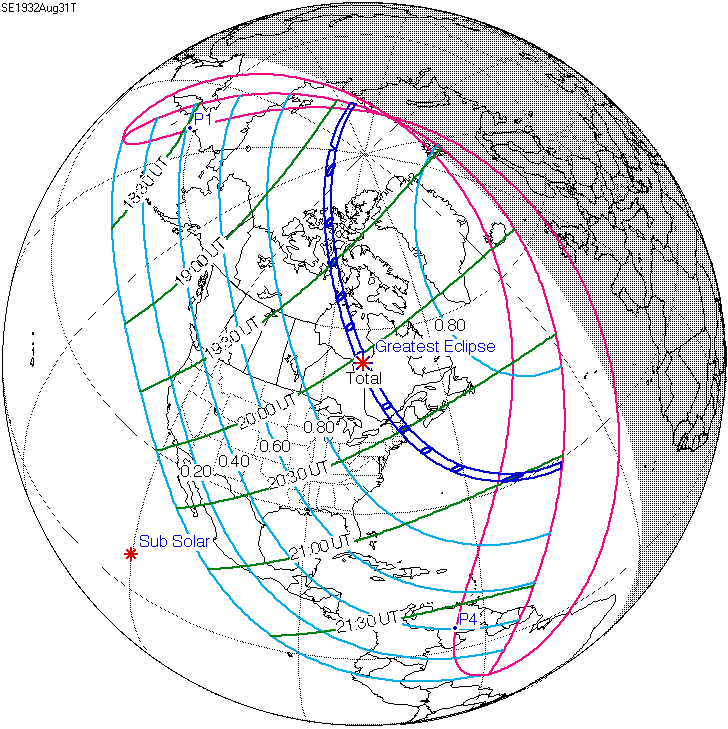

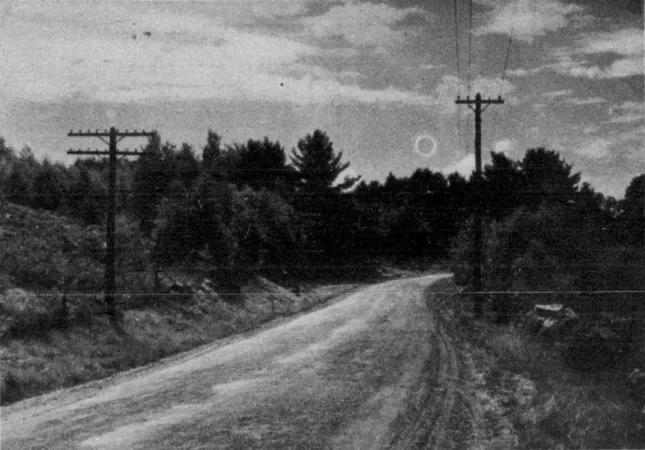
アメリカ合衆国メイン州の田舎道で見られた皆既日食

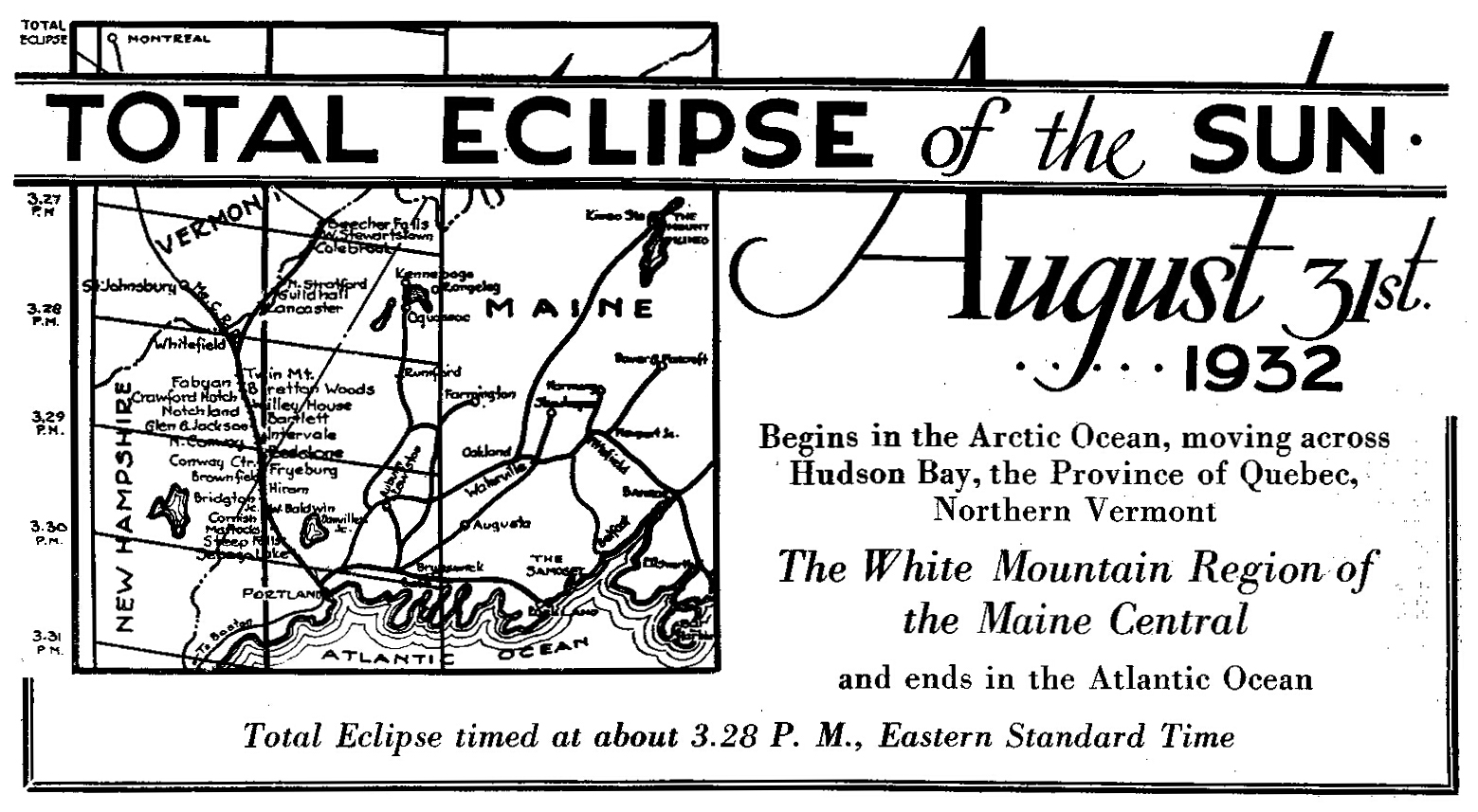
メイン・セントラル鉄道会社による日食のお知らせ

1932年8月31日の日食は、1932年8月31日に観測された日食である。アメリカとカナダで皆既日食が観測され、北アメリカと周辺の一部で部分日食が観測された。

## 通過した地域
皆既帯が通過した、皆既日食が見えた地域はカナダのノースウェスト準州中東部（現在のノースウェスト準州北東端とヌナブト準州）とケベック州南西部、アメリカ合衆国のバーモント州北東部・ニューハンプシャー州のほとんど（南西部を除く）・メイン州南西部・マサチューセッツ州北東端・ケープコッド半島北東部だった。皆既食の最大はカナダのケベック州ノール・デュ・ケベック地域ジャメジー北西部沿岸にあった。
また、皆既日食が見えなくても、部分日食が見えた地域は北アメリカの全て、ノルウェー領スヴァールバル諸島、アイスランド、ブリテン諸島北西側沿岸地帯、南アメリカ北部、ソ連北東部（現在のロシア北東部）。そのうちほとんどは国際日付変更線の東にあり、現地時間の8月31日に日食が見え、残りの部分では現地時間の9月1日に見えた。

## 観測
カナダ王立天文学会のメンバーはケベック州マスキノンジェ、マゴグ、アクトン・ヴァル、ソレル＝トラシ、ルイビルなどで皆既日食を観測した。ケベックの空は8月31日の午前雲に覆われ、午後の日食中雲がだいぶ消え、皆既食の段階は観測が全て成功した。アメリカ北東部で科学者は日食中の動物の反応を観察した。日本からも、平山清次、野附誠夫、及川奥郎がメイン州で観測を行っている。